# Zorzines loti
Zorzines loti är en fjärilsart som beskrevs av Beutelspacher 1991. Zorzines loti ingår i släktet Zorzines och familjen nattflyn. Inga underarter finns listade i Catalogue of Life.